# Liste der Tunnel in München
Die Liste der Münchner Tunnel führt geplante, sich im Bau befindliche, genutzte sowie bereits stillgelegte Tunnel in München auf.

## Hintergrund
Die meisten Tunnel befinden sich an zwei der wichtigsten Münchner Verkehrsachsen: Dem Mittleren Ring sowie der in Ost-West-Richtung verlaufenden Bahn-Hauptachse. Während die Tunnel an ersterem hauptsächlich dem Lärmschutz und der Verbesserung des Verkehrsflusses dienen, ermöglichen zweitere die Nord-Süd-Verbindung über den Gleiskörper hinweg. Außerdem ist der längste Tunnel Münchens – die S-Bahn-Stammstrecke – Teil dieser Bahnachse.

## Straßentunnel
| Bild           | Name                                                                                    | Länge            | Fahrzeuge pro Tag | Lage                                                                              | Eröffnung      | Baukosten        | Sonstiges                                                                                             | Karte |
| -------------- | --------------------------------------------------------------------------------------- | ---------------- | ----------------- | --------------------------------------------------------------------------------- | -------------- | ---------------- | --- | ----- |
| weitere Bilder | Altstadtringtunnel 48° 8′ 39,2″ N, 11° 34′ 56,8″ O                                      | 610 m            |                   | Altstadt                                                                          | 1972           |                  | |       |
| weitere Bilder | Biedersteiner Tunnel 48° 9′ 54,9″ N, 11° 35′ 46,2″ O                                    | 300 m            |                   | Isarring (Mittlerer Ring) in Schwabing                                            | 1966           |                  | |       |
|                | Brudermühltunnel 48° 6′ 44″ N, 11° 32′ 58,4″ O                                          | 750 m bzw. 780 m | 143.000           | Brudermühlstraße (Mittlerer Ring) in Sendling                                     | 1988           | 90 Mio. DM (ca.) | |       |
|                | Candidtunnel 48° 6′ 42,8″ N, 11° 34′ 30,1″ O                                            | 250 m            | 143.000           | Candidstraße (Mittlerer Ring) in Untergiesing                                     | 1969           |                  | |       |
| weitere Bilder | Effnertunnel 48° 9′ 8,7″ N, 11° 36′ 52,3″ O                                             | 100 m            | 96.000            | Effnerplatz (Mittlerer Ring) in Bogenhausen                                       | 2006           | 325 Mio. €       | Bau und Betrieb gemeinsam mit dem Richard-Strauss-Tunnel                                              |       |
|                | Tunnel Heckenstallerstraße 48° 6′ 36,7″ N, 11° 31′ 52,7″ O                              | 620 m            | 107.000           | Heckenstallerstraße (Mittlerer Ring) in Sendling-Westpark                         | 2015           | 398,5 Mio. €     | Bau und Betrieb gemeinsam mit dem Luise-Kiesselbach-Tunnel                                            |       |
|                | Innsbrucker-Ring-Tunnel 48° 7′ 49,4″ N, 11° 36′ 55,8″ O                                 | 194 m            |                   | Innsbrucker Ring (Mittlerer Ring) an der Grenze Berg am Laim/Ramersdorf (München) | 1965           |                  | |       |
|                | Landshuter-Allee-Tunnel 48° 9′ 10,5″ N, 11° 32′ 13,1″ O                                 | 360 m            |                   | Landshuter Allee (Mittlerer Ring) in Neuhausen (München)                          | 1979           |                  | |       |
| \|             | Laimer Unterführung 48° 8′ 38,9″ N, 11° 30′ 11,7″ O                                     | 225 m            |                   | Wotanstraße an der Grenze Laim/Nymphenburg                                        | 1891           |                  | |       |
|                | Leuchtenbergring-Unterführung (auch: Leuchtenbergtunnel) 48° 8′ 4,1″ N, 11° 36′ 57,3″ O | 167 m            |                   | Leuchtenbergring (Mittlerer Ring) an der Grenze Bogenhausen/Berg am Laim          | 1960           |                  | unterquert die Gleisanlagen östlich des Ostbahnhofes; enthält Aufgänge zum S-Bahnhof Leuchtenbergring |       |
|                | Luise-Kiesselbach-Tunnel 48° 6′ 44,6″ N, 11° 31′ 2,8″ O                                 | 1530 m           | 121.000           | Garmischer Straße (Mittlerer Ring) in Sendling-Westpark                           | 2015           | 398,5 Mio. €     | Bau und Betrieb gemeinsam mit dem Tunnel Heckenstallerstraße                                          |       |
|                | Paul-Heyse-Unterführung 48° 8′ 26″ N, 11° 33′ 21,5″ O                                   | 210 m            |                   | Maxvorstadt                                                                       | 1908           |                  | unterquert die Bahnanlagen westlich des Hauptbahnhofes                                                |       |
| weitere Bilder | Petueltunnel 48° 10′ 39,3″ N, 11° 34′ 45,7″ O                                           | 1473 m           | 107.500           | Petuelring (Mittlerer Ring) in Milbertshofen                                      | 2002           | 205 Mio. € (ca.) | die Oberfläche wurde nach dem Bau des Tunnels in den Petuelpark umgestaltet                           |       |
| weitere Bilder | Richard-Strauss-Tunnel 48° 8′ 34,2″ N, 11° 36′ 55,4″ O                                  | 1500 m           | 96.000            | Richard-Strauss-Straße (Mittlerer Ring) in Bogenhausen                            | 2009           | 325 Mio. €       | Bau und Betrieb gemeinsam mit dem Effnertunnel                                                        |       |
| weitere Bilder | Trappentreutunnel 48° 8′ 7,8″ N, 11° 32′ 3,1″ O                                         | 550 m            | 135.000           | Trappentreustraße (Mittlerer Ring) in Schwanthalerhöhe                            | 1983 bzw. 1984 |                  | |       |
|                | Truderinger Unterführung 48° 8′ 3,9″ N, 11° 37′ 59,3″ O                                 | 170 m            | 33.000            | Truderinger Straße in Berg am Laim                                                |                |                  | unterquert die Bahnanlagen östlich des Ostbahnhofs; enthält Aufgänge zum S-Bahnhof Berg am Laim       |       |
|                | Tunnel Allach 48° 12′ 22,3″ N, 11° 27′ 34,6″ O                                          | 1030 m           |                   | A 99 (Autobahnring München) in Allach                                             | 1998           | 264 Mio. DM      | |       |
|                | Tunnel Aubing 48° 9′ 45,1″ N, 11° 24′ 27,9″ O                                           | 1935 m           |                   | A 99 (Autobahnring München) in Aubing                                             | 2006           | 91 Mio. €        | längster Autobahntunnel Bayerns                                                                       |       |

## Sonstige Tunnel
| Bild | Name                                                | Nutzungsart   | Länge  | Lage                | Eröffnung    | Nutzung bis | Baukosten   | Sonstiges                                                                              | Karte |
| ---- | --------------------------------------------------- | ------------- | ------ | ------------------- | ------------ | ----------- | ----------- | -------------------------------------------------------------------------------------- | ----- |
|      | Erste S-Bahn-Stammstrecke                           | Nahverkehr    | 4178 m | Haidhausen/Altstadt | 1972         | Heute       |             | gilt mit bis zu 36 Zügen je Stunde und Richtung als meistbefahrene Zugstrecke der Welt |       |
|      | Zweite S-Bahn-Stammstrecke                          | Nahverkehr    | 7008 m | Haidhausen/Altstadt | geplant 2035 | –           | 3200 Mio. € |                                                                                        |       |
|      | Post-U-Bahn München 48° 8′ 31,5″ N, 11° 33′ 22,1″ O | Posttransport | 450 m  | Hauptbahnhof        | 1910         | 1988        |             | unbemannte elektrische Werksbahn der Deutschen Bundespost                              |       |

- Zu den U-Bahn-Tunneln siehe U-Bahn München

## Belege
- Informationen zu Münchner Bauwerken. Structurae.de

- Karte mit allen Koordinaten:
- OSM |
- WikiMap